# Nicolae Fleva
Nicolae Fleva (1840-1920) fue un político y diplomático rumano.

## Biografía
Nacido en 1840, completó sus estudios en el liceo Sfântul Sava y luego asistió a la Universidad de Nápoles, donde se licenció en derecho. De regreso a Rumanía en 1867, se incorporó inmediatamente a las luchas políticas y se distinguió principalmente por su violencia como agitador de las masas populares. Elegido diputado inmediatamente por los votantes de Focşani, siempre está implicado en todos los disturbios y en todos los movimientos callejeros. Ante el jurado de Târgovişte, fue defensor de los implicados en el movimiento revolucionario de Ploieşti del 26 de marzo de 1870. Alcalde de Bucarest durante el gobierno de Ion Brătianu, dimitió el 5 de junio de 1886 y se convirtió en uno de los miembros más activos y turbulentos de la oposición unida, provocando a menudo mítines públicos en los que se distinguió por la violencia de su lenguaje.
En un duelo que tuvo lugar el 14 de enero de 1887, contra Mihail Pherekyde, ministro de Asuntos Exteriores, fue herido de bala en la mano izquierda. Detenido el 15 de marzo de 1888, fue puesto bajo custodia en Văcăreşti porque, junto con otras figuras políticas, encabezó manifestaciones exigiendo la dimisión del gobierno de Ion Brătianu. Liberado después del establecimiento del nuevo gobierno de Theodor Rosetti, se unió al partido liberal y reinició una campaña de agitación contra los conservadores.
El 4 de octubre de 1895, cuando se formó el Gobierno de Dimitrie Sturdza, asumió la cartera de ministro del Interior, pero por poco tiempo, pues el 15 de enero de 1896 tuvo que dimitir. Tras su retirada del gobierno, fundó el periódico Dreptatea y se convirtió en el líder del grupo liberal-demócrata.
Publicó varios folletos, entre los que se encontraron títulos como Prerogativele Adunărei deputaţilor (1877), Discuţia generală asupra leget comunale (1886), Dare de seamă câtre cetateni (1886), Misterele Poliţiei Capitalei (1887), Gheşefturile de la Ministerul da rezbel (1888) y Regim autrocratic (1893). Entre 1900 y 1909 ejerció como embajador de Rumanía en Italia. Falleció el 4 de agosto de 1920.